# Sitzprobe
Eine Sitzprobe in Oper bzw. Musiktheater ist eine musikalische Probe unter Mitwirkung der Sänger und des Orchesters, bei der die Sänger nicht auf der Bühne agieren, sondern ebenso wie die Orchestermusiker sitzen und gegebenenfalls ihre Musiknoten in der Hand halten. Sie werden vom Dirigenten geleitet, während die szenischen Proben hauptsächlich dem Regisseur unterstehen. 
Sitzproben sind wichtige Proben, in denen erstmals Sänger und Orchester aufeinandertreffen. Idealerweise finden Sitzproben im Theater statt, wo die Akustik dem endgültigen Klang am nächsten kommt. Aus probetechnischen Gründen müssen Sitzproben aber oft im Orchesterproberaum abgehalten werden. Der Theaterchor bereitet sich mit Klaviersitzproben auf seine Aufgabe vor. Für musikalisch besonders anspruchsvolle Werke gibt es auch Klaviersitzproben mit dem gesamten Ensemble vor den Orchestersitzproben. Die gemeinsame Arbeit von Sängern und Orchester wird in Bühnenorchesterproben fortgesetzt. Für CD-Einspielungen sind lediglich Sitzproben erforderlich. 